# Maurício Nabuco
Maurício Nabuco de Abreu, mais conhecido como Maurício Nabuco (Paris, 11 de novembro de 1937 - São Paulo, 11 de janeiro de 1985) foi um ator, encenador e produtor cinematográfico brasileiro.

## Biografia
Nasceu em Paris, a 11 de novembro de 1937, filha de mãe francesa e pai brasileiro. Mudou-se para o Brasil em 1941, aos quatro anos de idade. Sua irmão era a também atriz Ana Maria Nabuco.
Iniciou sua carreira artística em 1957, ao atuar no filme Uma Certa Lucrécia de Fernando de Barros. Filme também estrelado por usa irmã, Odete Lara e Dercy Gonçalves. Participou de 13 filmes ao longo de sua carreira, sendo dirigido por importantes figuras do cinema brasileiro como Walter Hugo Khouri, Roberto Farias, Maurice Capovila, Tom Payne e Anselmo Duarte.
Em 1958 estreia em teatro ao participar da montagem de Juventude Sem Dono, sendo diretor assistente de Flávio Rangel, e tendo ainda no elenco nomes como Manoel Carlos, Isabel Teresa e Yolanda Cardoso.
Estreou em televisão no ano de 1957, na TV Record. Ao longo dos anos trabalhou nas principais emissoras nacionais como TV Tupi, TV Cultura, Bandeirantes, TV Excelsior e TV Globo.

## Filmografia

### Cinema
| Ano  | Título                      | Personagem            | Notas                             |
| ---- | --------------------------- | --------------------- | --------------------------------- |
| 1957 | Uma Certa Lucrécia          | Leonardo              |                                   |
| 1957 | Arara Vermelha              | Homem de Camura       |                                   |
| 1960 | Cidade Ameaçada             | —                     |                                   |
| 1963 | A Ilha                      | Hugo                  |                                   |
| 1965 | Obrigado a Matar...!        | —                     |                                   |
| 1965 | Society em Baby-doll        | —                     |                                   |
| 1966 | Onde a Terra Começa         | Filho                 |                                   |
| 1968 | Bebel, Garota Propaganda    | —                     |                                   |
| 1969 | Adultério à Brasileira      | O outro               | Segmento: "A Assinatura"          |
| 1975 | Quem Tem Medo de Lobisomem? | —                     |                                   |
| 1975 | O Roubo das Calcinhas       | Homem assaltado       | Segmento: "O Roubo das Calcinhas" |
| 1976 | As Mulheres Que Dão Certo   | —                     | Segmento: "Crime e Castigo"       |
| 1980 | Os Trombadinhas             | Gerente do inferninho |                                   |

### Televisão
| Ano       | Título               | Personagem         | Nota                            |
| --------- | -------------------- | ------------------ | ------------------------------- |
| 1957      | TV de Vanguarda      | —                  | Episódio: "Um Homem de Verdade" |
| 1958-1963 | Grande Teatro Tupi   | Vários personagens |                                 |
| 1962      | O Príncipe de Nassau | —                  |                                 |
| 1966      | Abnegação            | Alberto            |                                 |
| 1965      | O Tempo e o Vento    | Afonso             |                                 |
| 1969      | Era Preciso Voltar   | João               |                                 |
| 1969      | Nenhum Homem É Deus  | Coelho             |                                 |
| 1980      | Carga Pesada         | —                  | Episódio: "Frete Carioca"       |
| 1981      | Baila Comigo         | Oswaldo            |                                 |
| 1981      | Plantão de Polícia   | Albertine          | Episódio: "Hotel do Terror"     |

## Teatro[9]
- 1958 - Juventude Sem Dono (também diretor assistente)
- 1960 - O Pagador de Promessas
- 1961 - A Vida Impressa em Dólar
- 1962 - Um Bonde Chamado Desejo
- 1963 - Os Ossos do Barão
- 1965 - Esses Fantasmas
- 1969 - O Segundo Tiro
- 1980 - Oração por Um Pé de Chinelo